# Heinrich von Abel

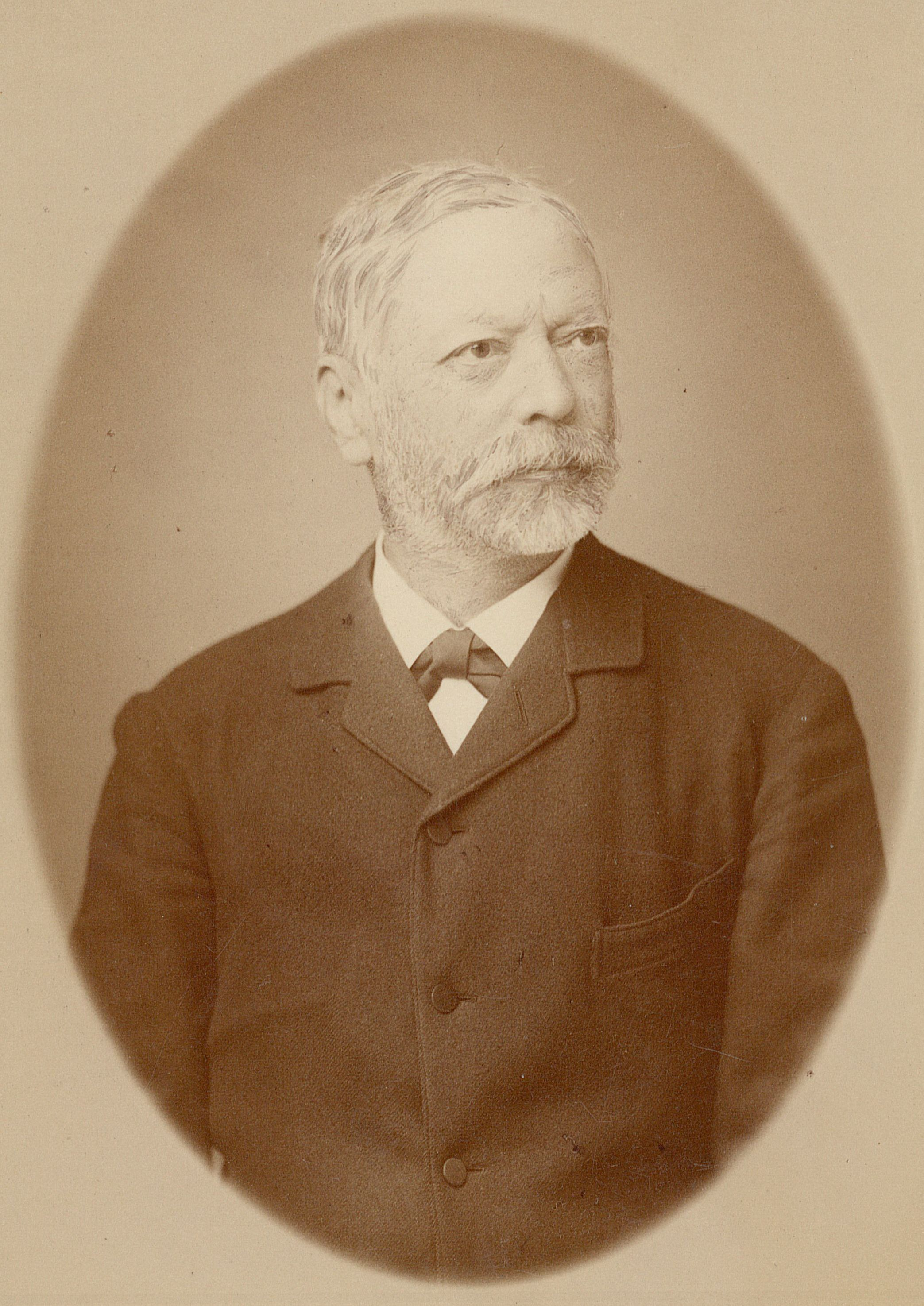
Heinrich Abel

Emil Eberhard Heinrich Abel, ab 1889 von Abel, (* 8. Juni 1825 in Ludwigsburg; † 23. Januar 1917 ebenda) war ein deutscher Jurist und Oberbürgermeister von Ludwigsburg (1864–1897). 

## Leben
Heinrich Abel wurde als Sohn des Kreisbaurates Gottlieb Ludwig Abel (1782–1852) und der Charlotte geb. Hutten (1796–1845) geboren. Er besuchte das  Gymnasium Ludwigsburg und das  Evangelische Seminar Maulbronn. Nach dem Abitur studierte er Rechtswissenschaft an der Eberhard Karls Universität Tübingen und der Ruprecht-Karls-Universität Heidelberg. 1844 wurde er Mitglied der Burschenschaft Germania Tübingen. Nach seinem Studium kehrte er nach Ludwigsburg zurück und wurde 1854 Gerichtsaktuar und 1864 zum Stadtvorstand gewählt. Das Amt des Oberbürgermeisters hatte er bis 1897 inne. In seiner Amtszeit wurden zahlreiche Neubauten errichtet und die Stadt entwickelte sich sehr positiv. Von 1882 bis 1900 war er Mitglied des Württembergischen Landtags (Zweite Kammer) für den Wahlkreis Ludwigsburg-Stadt als Gast der Deutschen Partei. Ab 1891 war er Mitglied des Disziplinarhofes für Körperschaftsbeamte.

## Familie
Heinrich Abel heiratete 1856 Hedwig Schott (1834–1921), eine Enkelin des württembergischen Politikers Ferdinand von Pistorius. Aus der Ehe gingen zwei Töchter und vier Söhne hervor. Tochter Charlotte Abel heiratete 1884 den Politiker Karl von Fleischhauer.

## Ehrungen
- 1889 Ehrenritterkreuz des Ordens der Württembergischen Krone,[3] und dem damit verbundenen persönlichen, nicht vererbbaren Adel.
- 1897 Ehrenbürger von Ludwigsburg
- Abelstraße in Ludwigsburg
- 1897 Kommenturkreuz 2. Klasse des Friedrichs-Ordens
- Silberne Jubiläumsmedaille
- Königlicher Kronen-Orden (Preußen) 3. Klasse